# Senná kopa (Niżne Tatry)
Senná kopa (1222 m) – szczyt w zachodniej części Niżnych Tatr na Słowacji. Znajduje się w bocznym grzbiecie między szczytem Tlstá (1555 m) a przełęczą Prievalec (ok. 1100 m). Jest to niewielki, ale dość wybitny szczyt całkowicie porośnięty lasem. Jego południowo-zachodnie stoki opadają do doliny Lúžňanki, północno-wschodnie do Doliny Lupczańskiej (Ľupčianska dolina). U północno-wschodnich podnóży znajduje się osada Železné, w której dawniej mieszkali górnicy wydobywający rudy metali w okolicznych górach. Rudy metali w Dolinie Lupczańskiej wydobywano od średniowiecza do początków XX wieku.